# Listy nazw cyklonów tropikalnych
Na potrzeby konkretnego identyfikowania cyklonów i wydawania prognozy pogody i ostrzeżeń, cyklony tropikalne i cyklony subtropikalne są nazywane imionami.

## Północny Atlantyk
Sztormy na Atlantyku Północnym są nazwane przez National Hurricane Center ze Stanów Zjednoczonych imionami z poniższych, ustalonych list. Jest sześć list imion, używanych od 1979 roku (Lista 1). Listy używają imion obu płci, są ułożone w porządku alfabetycznym i zmieniają się cyklicznie co sześć lat. W ten sposób Lista III jest używana w sezonie 2017. Natomiast imiona bardziej znaczących huraganów są wycofywane przez NHC na żądanie. Imiona wycofanych huraganów znajdują na liście wycofanych imion huraganów. Do nazywania huraganów nie stosuje się imion zaczynających się od liter Q, U, X, Y i Z.
Rodzaj imienia zmienia się kolejno między dwoma przylegającymi imionami na liście (po imieniu męskim następuje imię żeńskie i na odwrót) oraz pomiędzy pierwszymi imionami między listami (jeśli jedna lista roczna rozpoczyna się imieniem żeńskim, następna lista roczna rozpoczyna się imieniem męskim i na odwrót).
| Lista I (2015) |  | Lista II (2016) |  | Lista III (2017) |  | Lista IV (2018) |  | Lista V (2019) |  | Lista VI (2020) |
| --- |  | --- |  | --- |  | --- |  | --- |  | --- |
| • Ana • Bill • Claudette • Danny • Erika • Fred • Grace • Henri • Ida • Joaquin • Kate • Larry • Mindy • Nicholas • Odette • Peter • Rose • Sam • Teresa • Victor • Wanda |  | • Alex • Bonnie • Colin • Danielle • Earl • Fiona • Gaston • Hermine • Igor • Julia • Karl • Lisa • Matthew • Nicole • Otto • Paula • Richard • Shary • Tomas • Virginie • Walter |  | • Arlene • Bret • Cindy • Don • Emily • Franklin • Gert • Harvey • Irma • Jose • Katia • Lee • Maria • Nate • Ophelia • Philippe • Rina • Sean • Tammy • Vince • Whitney |  | • Alberto • Beryl • Chris • Debby • Ernesto • Florence • Gordon • Helene • Isaac • Joyce • Kirk • Leslie • Michael • Nadine • Oscar • Patty • Rafael • Sandy • Tony • Valerie • William |  | • Andrea • Barry • Chantal • Dean • Erin • Felix • Gabrielle • Humberto • Ingrid • Jerry • Karen • Lorenzo • Melissa • Noel • Olga • Pablo • Rebekah • Sebastien • Tanya • Van • Wendy |  | • Arthur • Bertha • Cristobal • Dolly • Edouard • Fay • Gustav • Hanna • Ike • Josephine • Kyle • Laura • Marco • Nana • Omar • Paloma • Rene • Sally • Teddy • Vicky • Wilfred |

## Południowy Atlantyk
Z powodu rzadkiego występowanie cyklonów tropikalnych na Południowym Atlantyku, nie istnieją schematy nazywania sztormów występujących w tym rejonie.
Kiedy huragan uformował się tutaj w 2004, został on nieformalnie nazwany Catarina od miejscowości Santa Catarina w Brazylii, gdzie nastąpiło wejście huraganu na ląd. Jednak niektórzy meteorolodzy nazywają go Huragan Aldonça, zgodnie z ideą używania pierwszej nazwy od litery ‘A’ dla pierwszego sztormu.

## Północny Pacyfik na wschód od 140 W
Nazewnictwo na Wschodnim Północnym Pacyfiku jest według tego samego schematu jak nazewnictwo huraganów na Północnym Atlantyku, ale na swoich własnych listach. Obecny system nazewnictwa był wprowadzony o rok wcześniej niż system Atlantycki, kiedy Lista IV była używana nienormalnie w 1978, ale Lista I używana w 1979 równolegle z tą z Atlantyku. Imiona rozpoczynające się od X, Y, i Z były dodane w roku 1985 kiedy liczba sztormów została wyczerpana na standardowej liście i te imiona są powtarzane co dwa lata, a nie co sześć. Nazwy huraganów są wycofywane tak jak na Atlantyku, ale następuje to rzadziej, gdyż te huragany rzadziej powodują zniszczenia.
| Lista I (2015) |  | Lista II (2016) |  | Lista III (2017) |  | Lista IV (2018) |  | Lista V (2019) |  | Lista VI (2020) |
| --- |  | --- |  | --- |  | --- |  | --- |  | --- |
| • Andres • Blanca • Carlos • Dolores • Enrique • Felicia • Guillermo • Hilda • Ignacio • Jimena • Kevin • Linda • Marty • Nora • Olaf • Patricia • Rick • Sandra • Terry • Vivian • Waldo • Xina • York • Zelda |  | • Agatha • Blas • Celia • Darby • Estelle • Frank • Georgette • Howard • Isis • Javier • Kay • Lester • Madeline • Newton • Orlene • Paine • Roslyn • Seymour • Tina • Virgil • Winifred • Xavier • Yolanda • Zeke |  | • Adrian • Beatriz • Calvin • Dora • Eugene • Fernanda • Greg • Hilary • Irwin • Jova • Kenneth • Lidia • Max • Norma • Otis • Pilar • Ramon • Selma • Todd • Veronica • Wiley • Xina • York • Zelda |  | • Aletta • Bud • Carlotta • Daniel • Emilia • Fabio • Gilma • Hector • Ileana • John • Kristy • Lane • Miriam • Norman • Olivia • Paul • Rosa • Sergio • Tara • Vicente • Willa • Xavier • Yolanda • Zeke |  | • Alvin • Barbara • Cosme • Dalila • Erick • Flossie • Gil • Henriette • Ivo • Juliette • Kiko • Lorena • Manuel • Narda • Octave • Priscilla • Raymond • Sonia • Tico • Velma • Wallis • Xina • York • Zelda |  | • Alma • Boris • Cristina • Douglas • Elida • Fausto • Genevieve • Hernan • Iselle • Julio • Karina • Lowell • Marie • Norbert • Odile • Polo • Rachel • Simon • Trudy • Vance • Winnie • Xavier • Yolanda • Zeke |

Tak jak na Atlantyku, alfabet grecki (Alpha, Beta, itd.) może być używany do nazywania dodatkowych cyklonów, jeśli będzie ich więcej niż 24 w jednym sezonie. W przeciwieństwie do Atlantyku nie wydarzyło się to jeszcze. W przeciwieństwie do imion, nazwy liter alfabetu greckiego nie mogą być wycofane. W wypadku, gdyby cyklon osiągnął wielkość zazwyczaj prowadzącą do wycofania imienia – cyklon zostanie dodany do listy wycofanych imion pod nazwą danej litery greckiej wraz z przypisem wskazującym, że ta litera grecka będzie nadal dostępna dla przyszłych cyklonów.

## Środkowy Północny Pacyfik (Linia zmiany daty do 140 W)
Nazwy sztormów na Środkowym Północnym Pacyfiku są nazywane przez Central Pacific Hurricane Center w Honolulu na Hawajach z poniższych list (ułożonych według kolejności w alfabecie hawajskim). Listy są używane cyklicznie, jednak bez odniesienia do aktualnego roku – pierwsza nazwa sztormu w nowym roku jest ostatnią nie użytą nazwą w poprzednim roku. Podobnie jak na listach z National Hurricane Center nazwy znaczących sztormów powodujących zniszczenia materialne są wycofywane (np. huragan Iniki został zastąpiony przez Iolana).
| Lista I                                                                               |  | Lista II                                                                                 |  | Lista III                                                                             |  | Lista IV                                                                                |
| ------------------------------------------------------------------------------------- |  | ---------------------------------------------------------------------------------------- |  | ------------------------------------------------------------------------------------- |  | --------------------------------------------------------------------------------------- |
| - Akoni - Ema - Hone - Iona - Keli - Lala - Moke - Nolo - Olana - Pena - Ulana - Wale |  | - Aka - Ekeka - Hene - Iolana - Keoni - Lino - Mele - Nona - Oliwa - Pama - Upana - Wene |  | - Alika - Ele - Huko - Iopa - Kika - Lana - Maka - Neki - Omeka - Pewa - Unala - Wali |  | - Ana - Ela - Halola - Iune - Kilo - Loke - Malia - Niala - Oho - Pali - Ulika - Walaka |

## Zachodni Północny Pacyfik
Cyklony tropikalne na Zachodnim Północnym Pacyfiku są nazywane przez Tokyo Typhoon Centre w Japonii. Nazwy są wybierane z poniższych list, w których mają udział członkowie WMO Typhoon Committee. Każde z 14 państw/terytoriów wnosi 10 nazw, które są stosowane w porządku alfabetycznym, zgodnie z angielską nazwą państwa.
| Państwo/terytorium | Nazwy     | Nazwy     | Nazwy     | Nazwy    | Nazwy    |
| ------------------ | --------- | --------- | --------- | -------- | -------- |
| Kambodża           | Damrey    | Kong-rey  | Nakri     | Krovanh  | Sarika   |
| Chiny              | Haikui    | Yutu      | Fengshen  | Dujuan   | Haima    |
| Korea Północna     | Kirogi    | Toraji    | Kalmaegi  | Mujigae  | Meari    |
| Hongkong           | Kai-Tak   | Man-yi    | Fung-wong | Choi-wan | Ma-on    |
| Japonia            | Tembin    | Usagi     | Kammuri   | Koppu    | Tokage   |
| Laos               | Bolaven   | Pabuk     | Phanfone  | Ketsana  | Nock-ten |
| Makau              | Chanchu   | Wutip     | Vongfong  | Parma    | Muifa    |
| Malezja            | Jelawat   | Sepat     | Nuri      | Melor    | Merbok   |
| Mikronezja         | Ewiniar   | Fitow     | Sinlaku   | Nepartak | Nanmadol |
| Filipiny           | Bilis     | Danas     | Hagupit   | Lupit    | Talas    |
| Korea Południowa   | Kaemi     | Nari      | Changmi   | Mirinae  | Noru     |
| Tajlandia          | Prapiroon | Wipha     | Mekkhala  | Nida     | Kulap    |
| USA                | Maria     | Francisco | Higos     | Omais    | Roke     |
| Wietnam            | Saomai    | Lekima    | Bavi      | Conson   | Sonca    |
| Kambodża           | Bopha     | Krosa     | Maysak    | Chanthu  | Nesat    |
| Chiny              | Wukong    | Haiyan    | Haishen   | Dianmu   | Haitang  |
| Korea Północna     | Sonamu    | Podul     | Noul      | Mindulle | Nalgae   |
| Hongkong           | Shanshan  | Lingling  | Dolphin   | Lionrock | Banyan   |
| Japonia            | Yagi      | Kajiki    | Kujira    | Kompasu  | Washi    |
| Laos               | Xangsane  | Faxai     | Chan-hom  | Namtheun | Pakhar   |
| Makau              | Bebinca   | Peipah    | Linfa     | Malou    | Sanvu    |
| Malezja            | Rumbia    | Tapah     | Nangka    | Meranti  | Mawar    |
| Mikronezja         | Soulik    | Mitag     | Soudelor  | Fanapi   | Guchol   |
| Filipiny           | Cimaron   | Hagibis   | Molave    | Malakas  | Talim    |
| Korea Południowa   | Chebi     | Noguri    | Koni      | Megi     | Doksuri  |
| Tajlandia          | Durian    | Rammasun  | Morakot   | Chaba    | Khanun   |
| USA                | Utor      | Matmo     | Etau      | Aere     | Vicente  |
| Wietnam            | Trami     | Halong    | Vamco     | Songda   | Saola    |

### Filipiny
PAGASA (Philippine Atmospheric, Geophysical and Astronomical Services Administration) stosuje swój własny schemat nazewnictwa cyklonów tropikalnych (włącznie z niżami tropikalnymi) na obszarze swojej działalności. Te imiona są używane razem z imionami międzynarodowymi na Zachodnim Północnym Pacyfiku. Listy są używane cyklicznie co cztery lata począwszy od 2005 r. Jeśli lista imion na dany rok jest niewystarczająca, kolejne imiona są brane z list dodatkowych.
| Lista 1 | Lista 2 | Lista 3 | Lista 4 |
| --- | --- | --- | --- |
| - Auring - Bising - Crising - Dante - Emong - Feria - Gorio - Huaning - Isang - Jolina - Kiko - Labuyo - Maring - Nando - Ondoy - Pepeng - Quedan - Ramil - Santi - Tino - Urduja - Vinta - Wilma - Yolanda - Zoraida | - Agaton - Basyang - Caloy - Domeng - Ester - Florita - Gloria - Henry - Inday - Juan - Katring - Luis - Milenyo - Neneng - Ompong - Paeng - Queenie - Reming - Seniang - Tomas - Usman - Venus - Waldo - Yayang - Zeny | - Amang - Bebeng - Chedeng - Dodong - Egay - Falcon - Goring - Hanna - Ineng - Juaning - Kabayan - Lando - Mina - Nonoy - Onyok - Pedring - Quiel - Ramon - Sendong - Tisoy - Ursula - Viring - Weng - Yoyoy - Zigzag | - Ambo - Butchoy - Cosme - Dindo - Enteng - Frank - Gener - Helen - Igme - Julian - Karen - Lawin - Marce - Nina - Ofel - Pablo - Quinta - Rolly - Siony - Tonyo - Unding - Violeta - Winnie - Yoyong - Zosimo |
| Dodatkowe | | | |
| - Alamid - Bruno - Conching - Dolor - Ernie - Florante - Gerardo - Hernan - Isko - Jerome | - Agila - Bagwis - Chito - Diego - Elena - Felino - Gunding - Harriet - Indang - Jessa | - Abe - Berto - Charo - Dado - Estoy - Felion - Gening - Herman - Irma - Jaime | - Alakdan - Baldo - Clara - Dencio - Estong - Felipe - Gardo - Heling - Ismael - Julio |

## Północny Ocean Indyjski
Ta lista jest ważna od połowy 2004 roku do 2009. Imiona są używane po kolei i tylko jeden raz.
| Państwa                                                                            | Lista 1                                                       | Lista 2                                                         | Lista 3                                                      | Lista 4                                                          | Lista 5                                                             | Lista 6                                                        | Lista 7                                                        | Lista 8                                                       |
| ---------------------------------------------------------------------------------- | ------------------------------------------------------------- | --------------------------------------------------------------- | ------------------------------------------------------------ | ---------------------------------------------------------------- | ------------------------------------------------------------------- | -------------------------------------------------------------- | -------------------------------------------------------------- | ------------------------------------------------------------- |
| - Bangladesz - Indie - Malediwy - Mjanma - Oman - Pakistan - Sri Lanka - Tajlandia | - Onil - Agni - Hibaru - Pyarr - Baaz - Fanoos - Mala - Mukda | - Ogni - Akash - Gonu - Yemyin - Sidr - Nargis - Abe - Khai-Muk | - Nisha - Bijli - Aila - Phyan - Ward - Laila - Bandu - Phet | - Giri - Jal - Keila - Thane - Mujan - Nilan - Mahasen - Phailin | - Helen - Leher - Madi - Na-nauk - Hudhud - Nilofar - Priya - Komen | - Chapala - Megh - Vaali - Kyant - Nada - Vardah - Sama - Mora | - Ockhi - Sagar - Baazu - Daye - Luban - Titli - Das - Phethai | - Fani - Vayu - Hikaa - Kyarr - Maha - Bulbul - Soba - Amphan |

## Australia
Jeśli cyklon uformuje się na oceanie wokół Australii, otrzymuje on imię z poniższych list. Listy te w działaniu są podobne do list hawajskich. Listy są używane cyklicznie, jednak bez odniesienia do aktualnego roku (pierwsze imię w nowym roku jest następnym wolnym imieniem z listy używanej w roku poprzednim). Imiona sztormów powodujących znaczące zniszczenia materialne są wycofywane.

### Zachodnia Australia (90 E do 125 E)
| Lista 1 |  | Lista 2 |  | Lista 3 |
| --- |  | --- |  | --- |
| - Alex - Bessi - Clancy - Dianne - Errol - Fiona - Grant - Harriet - Iggy - Jana - Ken - Linda - Mitchell - Nicky - Oscar - Phoebe - Raymond - Sally - Tim - Vivienne - Willy |  | - Adeline - Bertie - Clare - Daryl - Emma - Floyd - Glenda - Hubert - Isobel - Jacob - Kara - Lee - Melanie - Nicholas - Ophelia - Pancho - Rosie - Selwyn - Tiffany - Victor - Zelia |  | - Alison - Billy - Cathy - Damien - Ellie - Frederic - Gabrielle - Hamish - Ilsa - Joseph - Kirrily - Leon - Marcia - Norman - Olga - Paul - Robyn - Sean - Terri - Vincent - Yvette |

### Północna Australia (125 E do 137 E)
| Lista 1 |  | Lista 2 |
| --- |  | --- |
| - Amelia - Bruno - Coral - Dominic - Esther - Ferdinand - Gretel - Hector - Irma - Jason - Kay - Laurence - Marian - Neville - Olwyn - Phil - Raquel - Sid - Tasha - Verdun - Winsome |  | - Alistair - Bonnie - Craig - Debbie - Evan - Farrah - George - Helen - Ira - Jasmine - Kim - Laura - Matt - Narelle - Oswald - Penny - Russell - Sandra - Trevor - Valerie - Warwick |

### Wschodnia Australia (137 E do 160 E, na południe od ~10 S)
| Lista 1 |  | Lista 2 |  | Lista 3 |
| --- |  | --- |  | --- |
| - Alfred - Blanch - Charles - Denise - Ernie - Frances - Greg - Hilda - Ivan - Joyce - Kelvin - Lisa - Marcus - Nora - Owen - Polly - Richard - Sadie - Theodore - Verity - Wallace |  | - Alice - Bruce - Cecily - Dennis - Edna - Fletcher - Gillian - Harold - Ita - Jack - Kitty - Les - May - Nathan - Olinda - Pete - Rona - Stan - Tammy - Vaughan - Wylva |  | - Anika - Bernie - Claudia - Des - Erica - Fritz - Grace - Harvey - Ingrid - Jim - Kate - Larry - Monica - Nelson - Odette - Pierre - Rebecca - Sheryl - Tania - Vernon - Wendy |

## Południowo-zachodni Ocean Indyjski
Cyklony tworzące się lub przemieszczające się na Oceanie Indyjskim na zachód od południka 90° długości geograficznej wschodniej i na południe od równika otrzymują poniższe nazwy. (Cyklony posiadające nazwy australijskie otrzymują nowe nazwy, gdy przemieszczą się na zachód od południka 90° długości geograficznej wschodniej). Lista działa podobnie do list na Atlantyku i Wschodnim Pacyfiku, ale ponieważ te cyklony są na półkuli południowej, lata liczone są od lipca jednego roku do czerwca roku następnego, zamiast od stycznia do grudnia. Nowe imiona sztormów są tworzone od nowa dla każdego sezonu sztormów i nie są używane cyklicznie jak na listach z Atlantyku.
2005/2006
- Alvin – Boloetse – Carina – Diwa – Elia – Farda – Guduza – Helio – Isabella – Jaone – Kundai – Lindsay – Marinda – Nadety – Otile – Pindile – Quincy – Rugare – Sebina – Timba – Usta – Velo – Wilby – Xanda – Yuri – Zoelle

2006/2007
- Anita – Bondo – Clovis – Dora – Enok – Favio – Gamede – Humba – Indlada – Jaya – Katse – Lisebo – Magoma – Newa – Olipa – Panda – Quincy – Rabeca – Shyra – Tsholo – Unokubi – Vuyane – Warura – Xylo – Yone – Zouleha

2007/2008
- Ariel – Bongwe – Celina – Dama – Elnus – Fame – Gula – Hondo – Ivan – Jokwe – Kamba – Lola – Marabe – Nungu – Ofelia – Pulane – Qoli – Rossana – Sama – Tuma – Uzale – Vongai – Warona – Xina – Yamba – Zefa
- EUROPA:
- Brak